# 勝鬨站
勝鬨站（日语：／ Kachidoki eki */?）是位於日本東京都中央區勝鬨二丁目，屬於東京都交通局（都營地下鐵）大江戶線的鐵路車站。車站編號是E 17。由於「鬨」的漢字不是日本的常用漢字，故以平假名表記。本站由大門站務管理所門前仲町站務區管轄，並交托東京都營交通協力會。

## 歷史
- 2000年（平成12年）12月12日：本站開業。
- 2003年（平成15年）7月11日：A2b出入口啟用。A2出入口更名為A2a出入口。
- 2010年（平成22年）12月1日：A4a出入口啟用。A4出入口更名為A4b出入口。
- 2011年（平成23年）8月20日：月台門啟用。
- 2014年（平成26年）4月1日：業務委託化。
- 2019年（平成31年）2月11日：往大門方向月台移動至新月台[2]。

## 車站構造
本站為地下車站，月台採島式月台1面2線設計。月台與剪票口、剪票口與A4b出入口之間設有電梯。

### 月台配置
| 月台 | 路線     | 目的地                   |
| ---- | -------- | ------------------------ |
| 1    | 大江戶線 | 門前仲町、兩國、春日方向 |
| 2    | 大江戶線 | 大門、六本木、新宿方向   |

（來源：都營地下鐵:車站構內圖 （页面存档备份，存于））

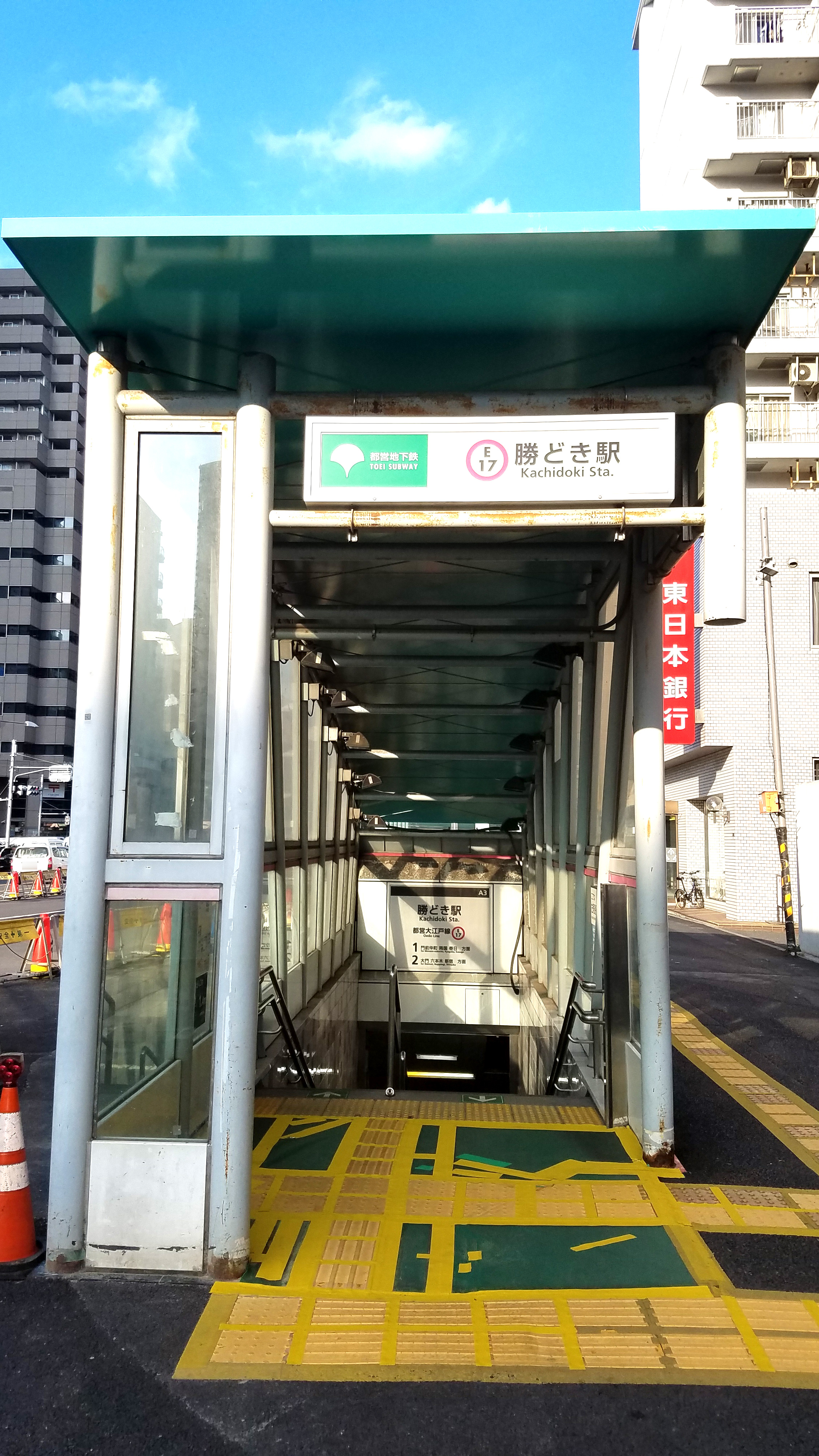
A3出入口（2019年9月）
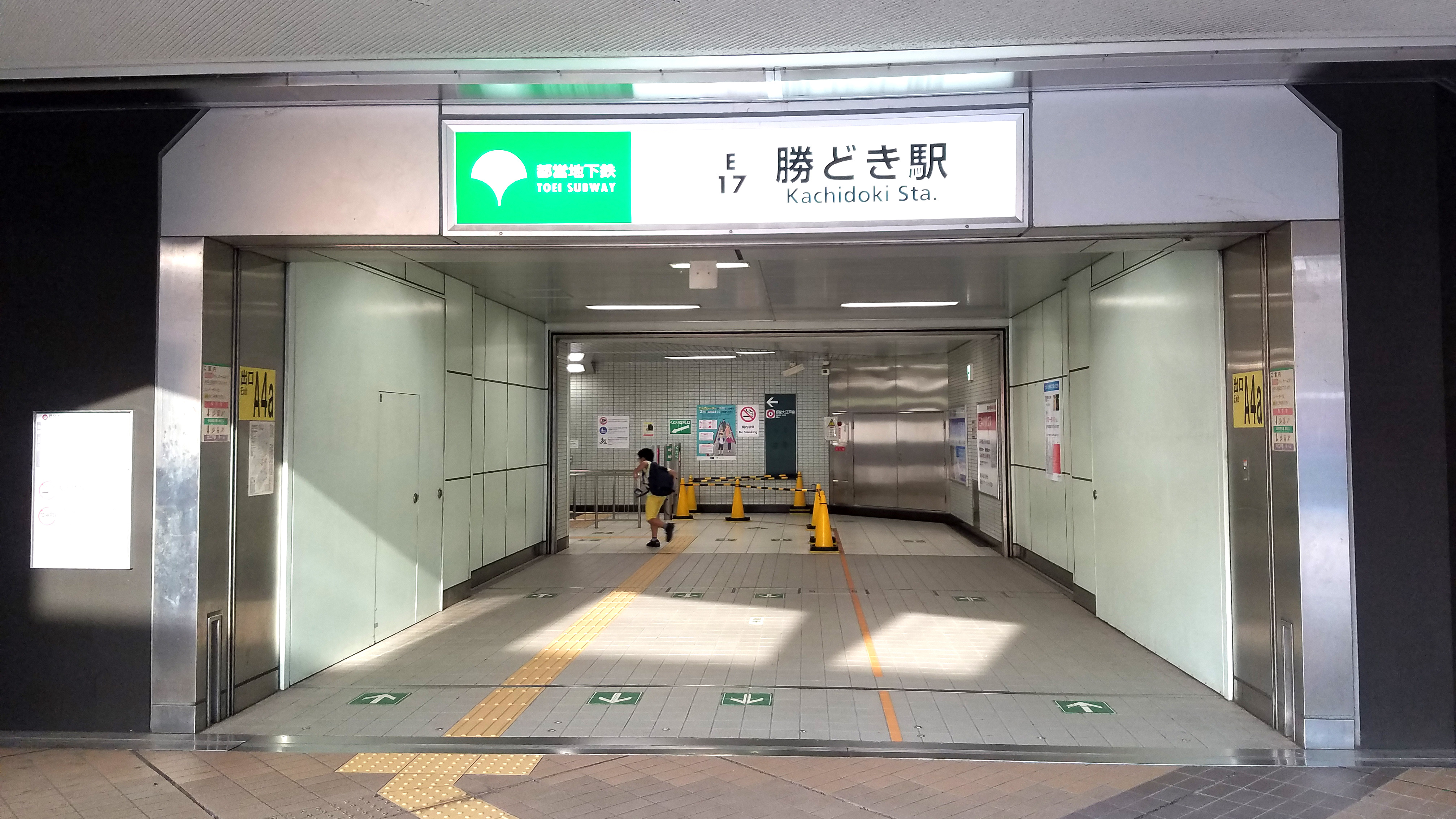
A4a出入口（2019年9月）
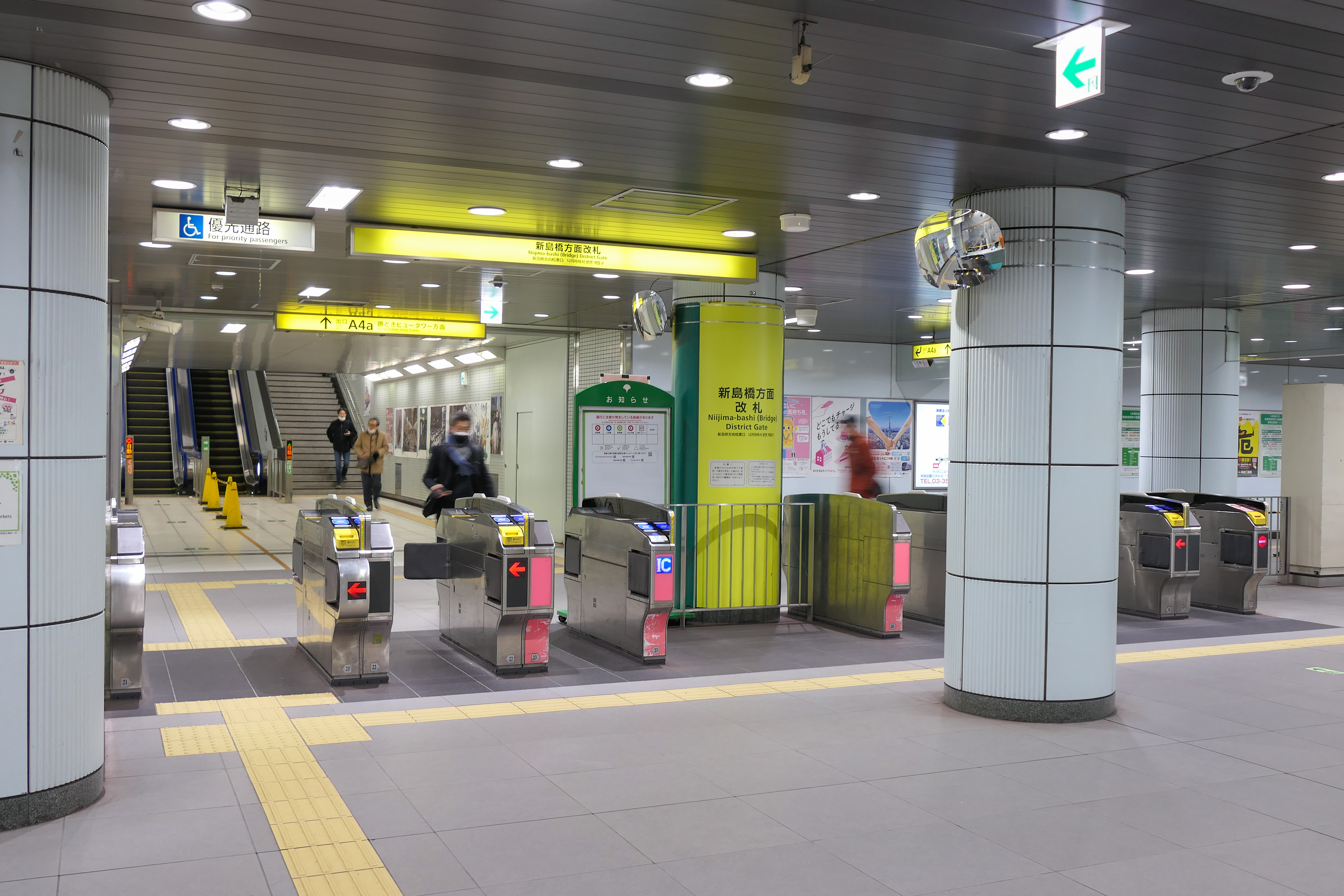
往新島橋方向的驗票口（2022年12月）
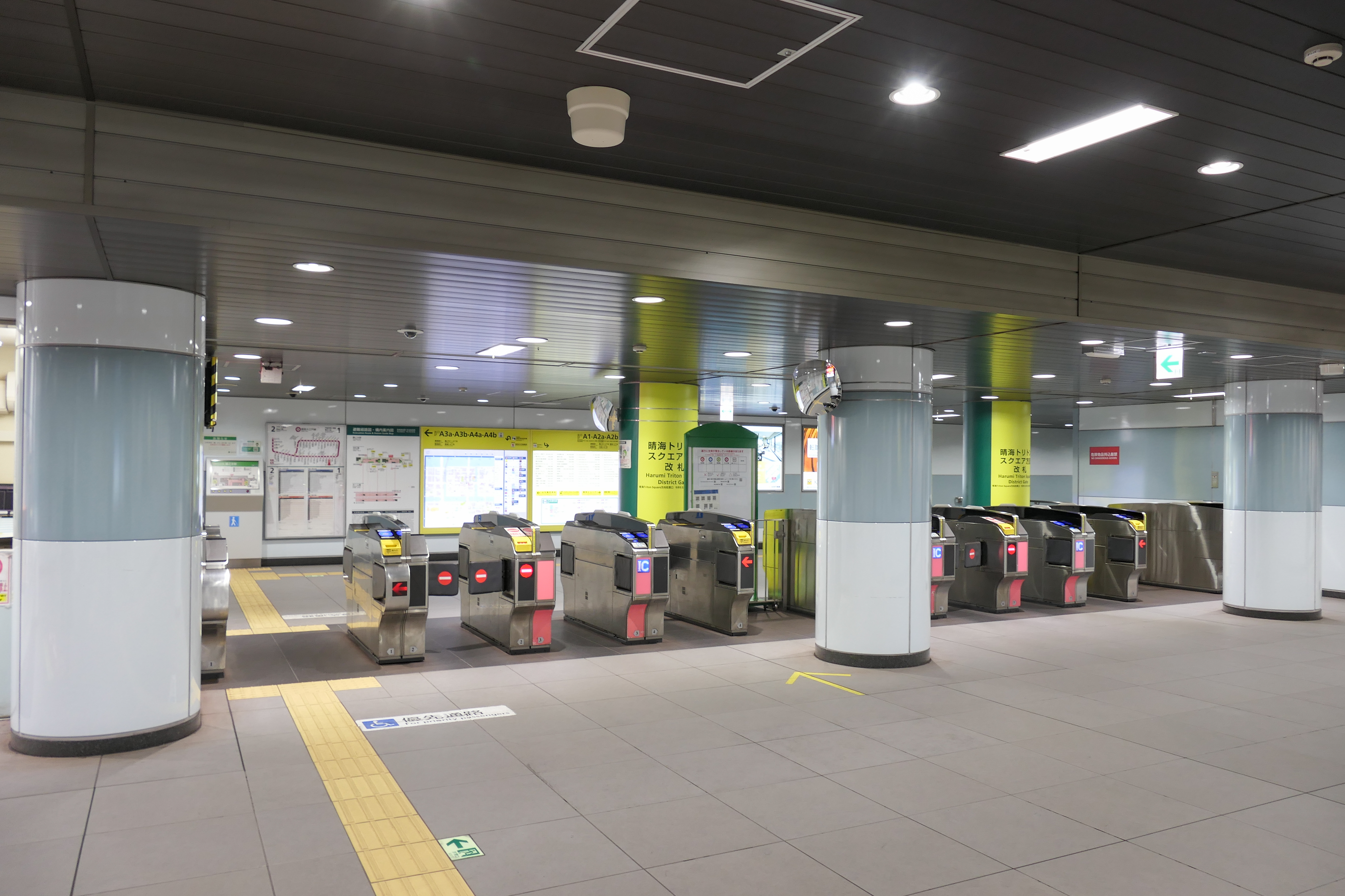
往海神廣場方向的驗票口（2022年12月）
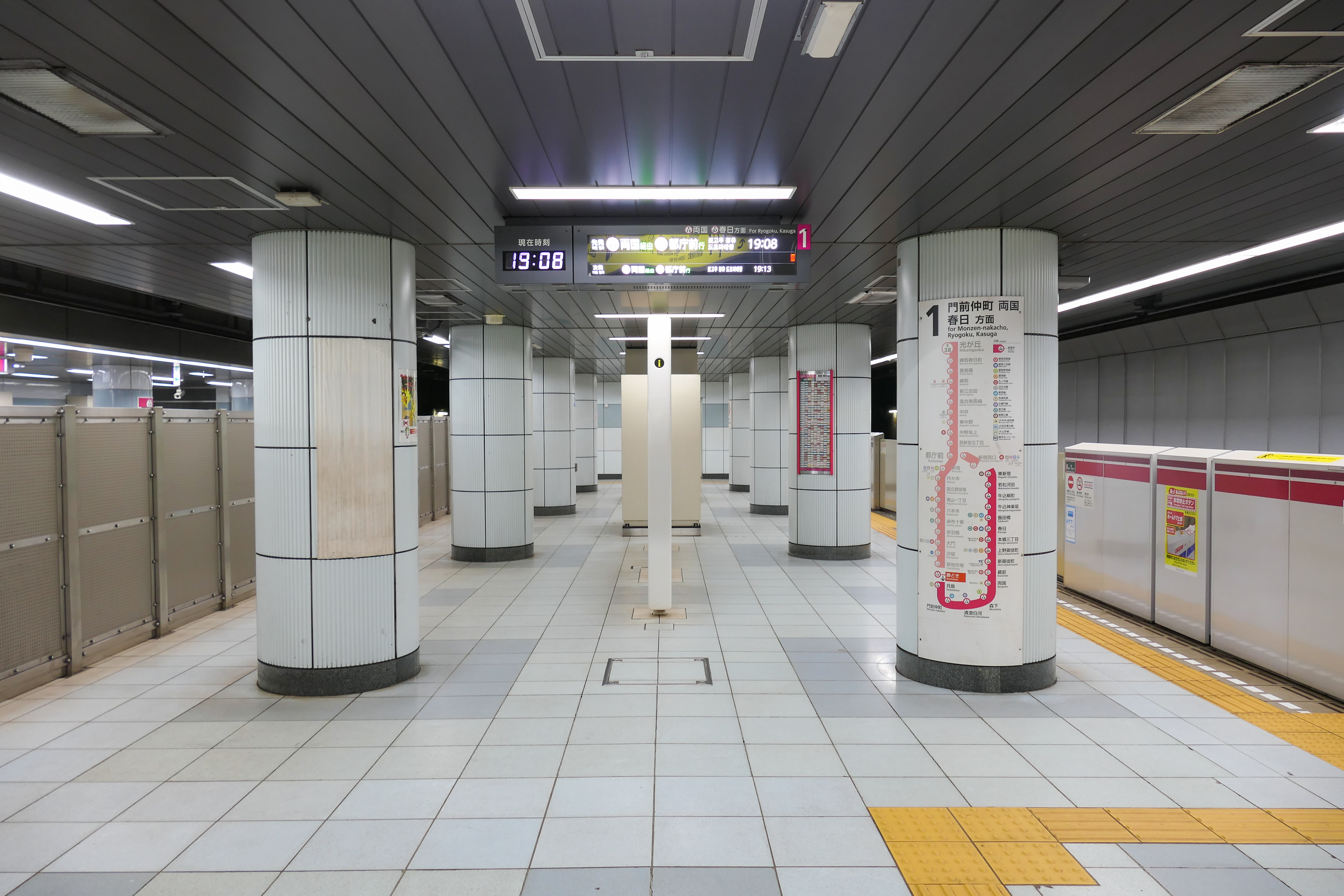
1號月台（2022年12月）
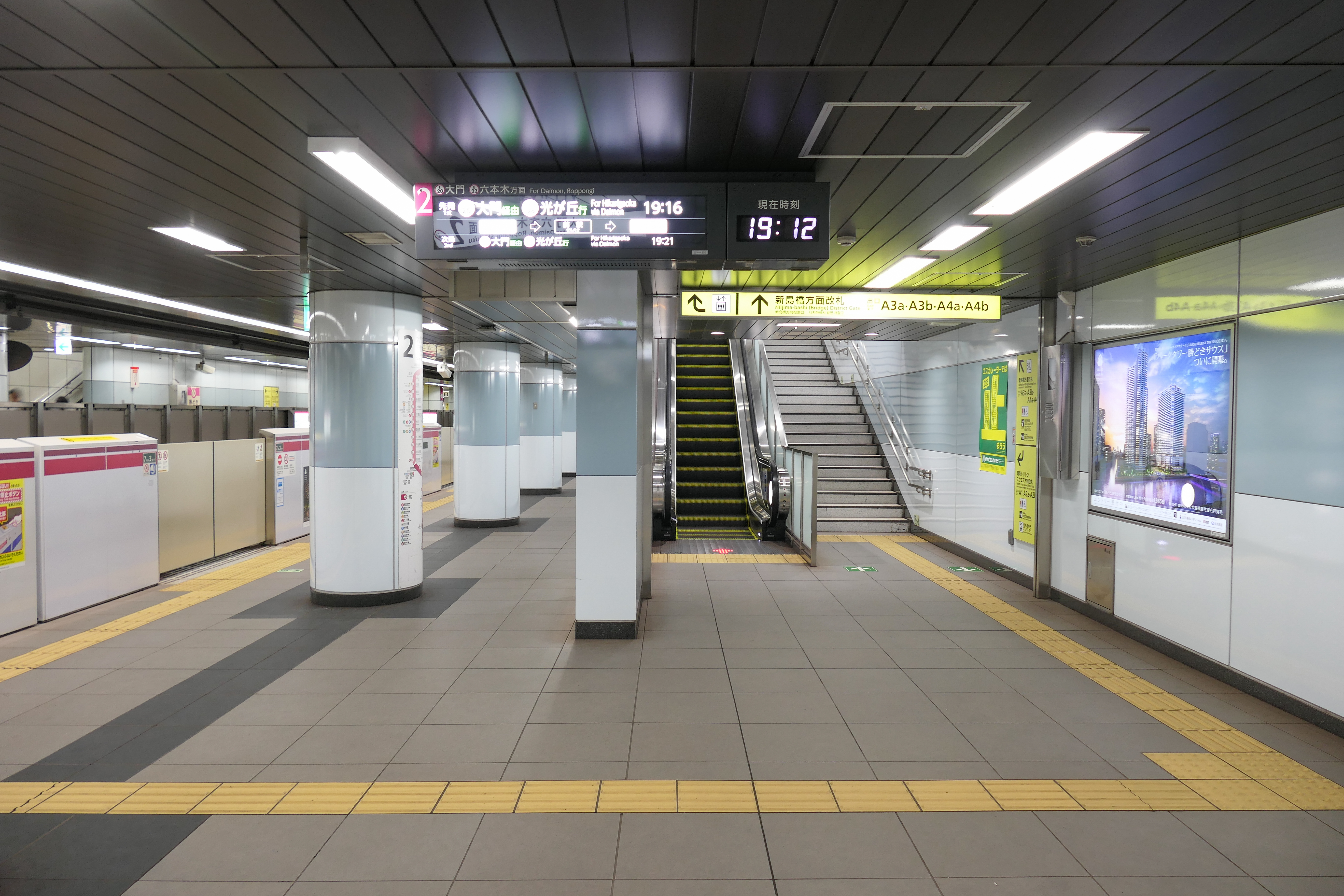
2號月台（2022年12月）

## 大規模改建工程
2001年4月，晴海島海神廣場開業後，早上繁忙時間在本站下車前往週邊辦公大樓的通勤乘客大量增加，使車站非常擁擠。接到乘客投訴後，東京都交通局於2003年7月11日在A2出口北側增設A2b出口，而原A2出口則改稱A2a出口。並在早上繁忙時間（7時至10時）實施人潮管制措施，透過調整手扶電梯的運行方向，限制A2a出口只供進站，A2b出口只供離站；利用欄柵分隔進站和離站的人流；及安排保安員在場控制秩序。
除了辦公大樓外，車站附近地區亦建有不少高層公寓大樓。而現時公寓大樓的數目亦正在增加，預計使用本站的人數將會繼續增加。面對此趨勢，車站需要大規模改建，以容納更多的乘客。
而東京都交通局的改建計畫的重點，是在現有月台南側增建內環線（兩國、飯田橋方向）專用月台，而現有月台則成為外環線（大門、六本木方向）專用月台。同時現有的車站大堂將會擴闊，連接兩個月台。改建工程在2010年動工，2019年2月11日啟用。本站成為都營地下鐵罕見的雙側式月台。地下1樓與地面的出入口都新設1個，若包括扶手電梯增設工程則全部工程在2020年6月完工，總工程費用為160億日圓。

## 利用狀況
2017年度1日平均上下車人次為102,315人（上車人次：51,197人、下車人次：51,118人）。大江戶線內僅次於新宿站、大門站、六本木站名列第4位，同時是都營地下鐵全線運量最高的單獨站。
開業當時的預估1日平均上下車人次約28,000人。但在開業後，周邊地區的晴海與勝鬨等陸續興建起高層公寓與辦公大樓。特別在2001年4月晴海島海神廣場開業後乘客大幅上升。開業2年後的2002年度運量突破6萬人。為了因應平日早晨尖峰時刻的大量通勤人潮，站內配有警備員指揮。
開業以來1日平均上下車、上車人次變化如下表。
| 年度               | 1日平均 上下車人次 | 1日平均 上車人次 | 來源     |
| ------------------ | ------------------ | ---------------- | -------- |
| 2000年（平成12年） | 27,734             | 11,549           | [ * 1 ]  |
| 2001年（平成13年） | 62,120             | 28,062           | [ * 2 ]  |
| 2002年（平成14年） | 67,345             | 31,293           | [ * 3 ]  |
| 2003年（平成15年） | 64,183             | 31,301           | [ * 4 ]  |
| 2004年（平成16年） | 64,083             | 31,491           | [ * 5 ]  |
| 2005年（平成17年） | 65,533             | 32,178           | [ * 6 ]  |
| 2006年（平成18年） | 69,549             | 34,205           | [ * 7 ]  |
| 2007年（平成19年） | 75,932             | 37,451           | [ * 8 ]  |
| 2008年（平成20年） | 82,239             | 40,775           | [ * 9 ]  |
| 2009年（平成21年） | 83,442             | 41,487           | [ * 10 ] |
| 2010年（平成22年） | 80,825             | 40,145           | [ * 11 ] |
| 2011年（平成23年） | 76,085             | 37,988           | [ * 12 ] |
| 2012年（平成24年） | 84,940             | 42,405           | [ * 13 ] |
| 2013年（平成25年） | 90,601             | 45,265           | [ * 14 ] |
| 2014年（平成26年） | 93,798             | 46,978           | [ * 15 ] |
| 2015年（平成27年） | 98,421             | 49,223           | [ * 16 ] |
| 2016年（平成28年） | 99,517             | 49,823           | [ * 17 ] |
| 2017年（平成29年） | 102,315            | 51,197           |          |

## 車站週邊

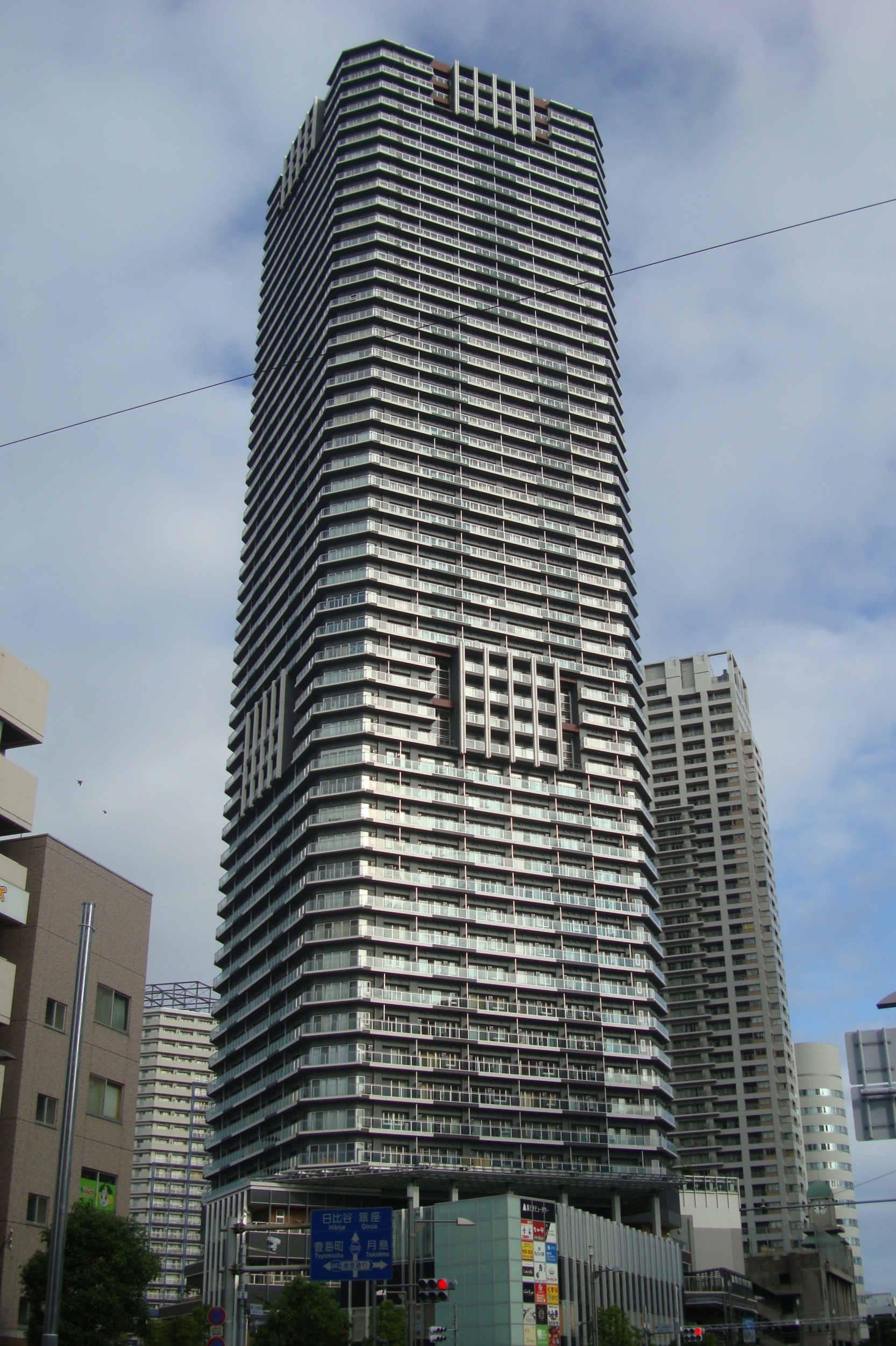
高層公寓「勝鬨View Tower」

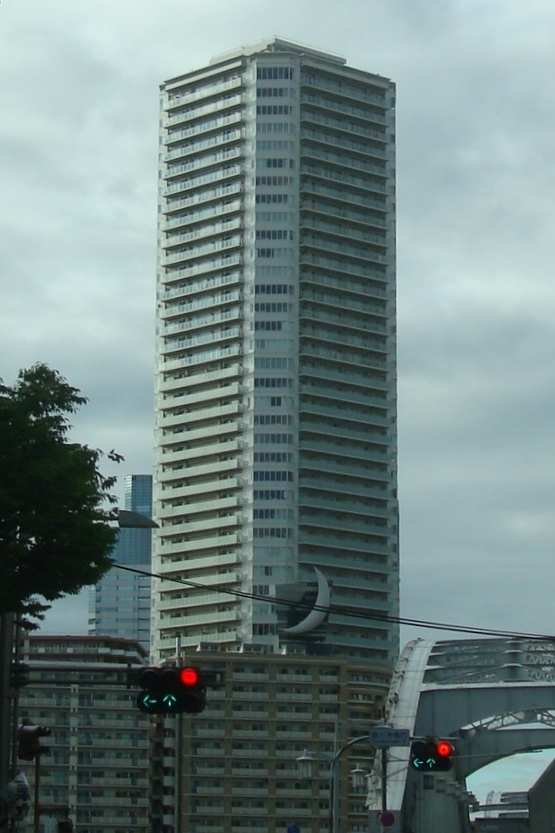
出租公寓「公寓塔勝鬨」

- 勝鬨太陽廣場

- 勝鬨郵政局（2F）

- 隅田川
  - 勝鬨橋
- 晴海島海神廣場（日语：晴海アイランドトリトンスクエア）
  - 住友商事總部
- 山九大樓
  - 山九（日语：山九）本社
- 江間忠大樓
  - 財團法人日本無線協會（日语：日本無線協会）
- 晴海碼頭
  - Hot Plaza晴海
  - 晴海郵輪碼頭
- THE TOKYO TOWERS
- 百合鷗號新豐洲站（向南步行25分可達。晴海大橋（日语：晴海大橋）開通後，兩站有陸路直接相連。）
- JSOL（日语：JSOL）東京本社
- 中央區立月島第一小學校
- 中央區立月島第二小學校
- 中央區立豐海小學校

### 巴士路線
最接近本站的巴士站是「勝鬨站前」停留所和「勝鬨站」停留所。

### 勝鬨站前
- 都營巴士

- 都03：往晴海碼頭／經銀座四丁目往四谷站前
- 都04：往豐海水產碼頭／經銀座四丁目往東京站丸之內南口
- 都05-1：往晴海碼頭／經銀座四丁目往東京站丸之內南口
- 都05-2、深夜13：經新豐洲站往有明一丁目、東京Big Sight／經銀座四丁目往東京站丸之內南口
- 都05-2急行：經新豐洲站往有明一丁目、東京Big Sight／【急行】經有樂町站往東京站丸之內南口
- 都05-1出入：經豐洲站往深川車庫／經銀座四丁目往東京站丸之內南口
- 業10：經豐洲站、木場站、菊川站往東京晴空塔站

- -     - 往新橋方向則在勝鬨橋南詰巴士站開出。

  - 東15：經明石町往東京站八重洲口／經豐洲站往深川車庫
  - 門33：往豐海水產碼頭前／經門前仲町、森下站、都營兩國站、東京晴空塔站入口往龜戶站前
- 日立自動車交通（日语：日立自動車交通）
  - 江戶巴士（中央區社區巴士（日语：中央区コミュニティバス））南循環：往中央區政府辦公室

### 勝鬨站
- 日立自動車交通
  - 江戶巴士（中央區社區巴士）南循環：經新島橋、豐海町往中央區政府辦公室

#### 勝鬨橋南詰
- 都營巴士

- 都03：往晴海碼頭／經銀座四丁目往四谷站前
- 都04：經銀座四丁目往東京站丸之內南口
  - 往豐海水產碼頭在勝鬨站巴士站發車。

- 都05：往晴海碼頭／經新豐洲站往東京Big Sight／經豐洲站往深川車庫／經銀座四丁目往東京站丸之內南口
- 業10：經豐洲站、菊川站往東京晴空塔站／經築地、銀座四丁目往新橋
- 東15：經明石町往東京站八重洲口／經豐洲站往深川車庫

## 相鄰車站
都營地下鐵
 大江戶線
月島（E 16）－勝鬨（E 17）－築地市場（E 18）

### 來源
東京都統計年鑑
1. ↑  .   [2017-06-03]. （原始内容存档于2016-03-04）.
2. ↑  .   [2017-06-03]. （原始内容存档于2016-03-04）.
3. ↑  .   [2017-06-03]. （原始内容存档于2017-07-29）.
4. ↑  .   [2017-06-03]. （原始内容存档于2017-07-29）.
5. ↑  .   [2017-06-03]. （原始内容存档于2017-07-29）.
6. ↑  .   [2017-06-03]. （原始内容存档于2017-07-29）.
7. ↑  .   [2017-06-03]. （原始内容存档于2017-07-29）.
8. ↑  .   [2017-06-03]. （原始内容存档于2017-07-29）.
9. ↑  .   [2017-06-03]. （原始内容存档于2017-07-29）.
10. ↑  .   [2017-06-03]. （原始内容存档于2016-03-26）.
11. ↑  .   [2017-06-03]. （原始内容存档于2016-03-27）.
12. ↑  .   [2017-06-03]. （原始内容存档于2016-03-25）.
13. ↑  .   [2017-06-03]. （原始内容存档于2016-03-27）.
14. ↑  .   [2017-06-03]. （原始内容存档于2016-03-22）.
15. ↑  .   [2017-06-03]. （原始内容存档于2017-07-30）.
16. ↑  .   [2019-02-25]. （原始内容存档于2018-11-09）.
17. ↑  .   [2019-02-25]. （原始内容存档于2019-05-02）.

## 外部連結
- 勝鬨 - 東京都交通局